# Reliance (Schiff, 1920)
Die  Reliance der Hamburg-Amerikanischen Packetfahrt-Actien-Gesellschaft (Hapag) lief schon 1914 als Johann Heinrich Burchard für den Südamerikadienst der Hamburger Reederei vom Stapel. Während des Weltkrieges an den Koninklijke Hollandsche Lloyd verkauft, wurde sie 1920 in die Niederlande überführt. 1922 kauften die mit der Hapag kooperierenden United American Lines (UAL) das Schiff und setzten es unter dem Namen Reliance  zwischen Hamburg und New York ein. Ab 1923 wurde das gelegentlich auch für Kreuzfahrten eingesetzte Schiff wie die anderen Schiffe der amerikanischen Linie nach Panama „ausgeflaggt“, um die amerikanischen Prohibitionsgesetze zu umgehen.
Am 27. Juli 1926 trennte sich die Hapag von den United American Lines und kaufte die Reliance und zwei weitere ehemalige Hapag-Schiffe von der UAL, um wieder selbständig zu agieren. Ab 1928 kam die Reliance hauptsächlich  als Kreuzfahrtschiff zum Einsatz. 1938 geriet sie im Hamburger Hafen aus ungeklärter Ursache in Brand. Das Wrack wurde 1941 in Bremerhaven verschrottet.

## Baugeschichte
Als der Erste Weltkrieg ausbrach, waren auf deutschen Werften drei Dampfer von um 20.000 BRT Größe für den Südamerika-Dienst der Hapag im Bau. In Stettin war bei der AG Vulcan Stettin am 20. Dezember 1913 die Admiral von Tirpitz vom Stapel gelaufen, der am 10. Februar 1914 bei Joh. C. Tecklenborg in Geestemünde die Johann Heinrich Burchard und am 30. März 1914 die William O´swald bei der AG Weser in Bremen gefolgt waren.
Diese Schiffe sollten etwa 1000 Fahrgäste in drei Kabinenklassen und bei Bedarf noch weitere 1000 im Zwischendeck befördern können. Die Schiffe sollten drei Schornsteine erhalten und zusammen mit den Dampfern Cap Trafalgar und Cap Polonio der Hamburg Süd eingesetzt werden. Die Tirpitz sollte allerdings nach Fertigstellung des Panamakanals dem Dienst zur amerikanischen Westküste zugeteilt werden.
Nur die Admiral von Tirpitz war ein Turbinenschiff mit zwei Antriebswellen, die vier Südamerika-Dampfer der beiden Hamburger Großreedereien hatten ein anderes Antriebskonzept. Sie wurden von drei Schrauben angetrieben, wobei die beiden Außenwellen von herkömmlichen Expansionsmaschinen angetrieben wurden, während für die Mittelwelle eine  Abdampfturbine eingebaut wurde. Diese Antriebskonzept behielten die vier Schiffe während ihrer Dienstzeit, obwohl es nicht die Geschwindigkeiten ermöglichte, die sich die Konstrukteure erhofft hatten.
Die Johann Heinrich Burchard lief am 10. Februar 1914 auf der Werft von J.C. Tecklenborg in Geestemünde vom Stapel. Benannt war das Schiff nach dem früheren Bürgermeister Hamburgs, Johann Heinrich Burchard (1852–1912). Am 20. November 1915 wurde das Schiff während des Weltkrieges fertiggestellt und der Hapag übergeben. Allerdings blieb das Schiff in Bremerhaven liegen, da ein kriegerischer Einsatz nicht sinnvoll erschien. Die Hamburger Reederei beschäftigte sich schon während des Krieges intensiv mit dem Verkauf von Schiffen und verkaufte im Juni 1916 ihre beiden großen Südamerikadampfer in die Niederlande an den Koninklijke Hollandsche Lloyd, der sie in Limburgia und Brabantia umbenannte. Liefertermin für die Schiffe sollte das Kriegsende sein.

## Einsatz unter fremden Flaggen
Die ehemalige Johann Heinrich Burchard verließ als  Limburgia am 3. Februar 1920 Bremerhaven, wobei die Fahrt als Testfahrt deklariert worden sein soll. Man befürchtete wohl, die alliierten Überwacher der Folgen aus dem Friedensvertrag könnten den Verkauf während des Krieges nicht anerkennen. Die Limburgia wurde von Amsterdam nach Argentinien eingesetzt. Ob der Verkauf während des Krieges unter den Bestimmungen des Friedensvertrages rechtmäßig war, blieb bis 1922 strittig.
1922 verkaufte der Hollandsche Lloyd vier seiner Passagierschiffe an die Hapag und die mit ihr in Fahrplangemeinschaft operierenden United American Lines (UAL) der Harriman-Gruppe. Die Hapag erhielt die älteren (Baujahr 1909), etwas über 7.000 BRT großen Frisia und Hollandia, die als Holsatia und Hammonia auf der Route nach Mexiko eingesetzt wurden, während die UAL die beiden ehemaligen Hapagschiffe Limburgia und Brabantia als größte Schiffe unter ihren neuen Namen Reliance und Resolute für den ihren Anteil an der gemeinsamen Nordatlantiklinie zwischen Hamburg und New York erhielt.
Die Reliance wurde bei Blohm & Voss nochmals modernisiert, erhielt eine reine Ölfeuerung und die großzügiger gestaltete Passagiereinrichtung bot jetzt Platz für 290 Fahrgäste in der I. Klasse, 320 in der II. Klasse und 400 in der III. Klasse. Am 2. Mai 1922 startete sie in Hamburg zu ihrer ersten Reise unter amerikanischer Flagge über Southampton und Cherbourg nach New York. Ab 1923 wurde sie, wie ihr Schwesterschiff Resolute und die auch von der UAL eingesetzte Cleveland, zur Umgehung der amerikanischen Prohibitionsbestimmungen unter der Flagge Panamas eingesetzt. Ihre letzte Reise für die amerikanische Reederei begann am 25. Juni 1926 in Hamburg. Am 27. Juli kaufte sich die Hapag aus der Fahrplangemeinschaft mit der amerikanischen Linie wieder frei und erwarb gleichzeitig ihre drei ehemaligen, zuletzt unter panamaischer Flagge eingesetzten Schiffe, um den Nordatlantikverkehr wieder unabhängig führen zu können.

## Wieder im Dienst der Hapag

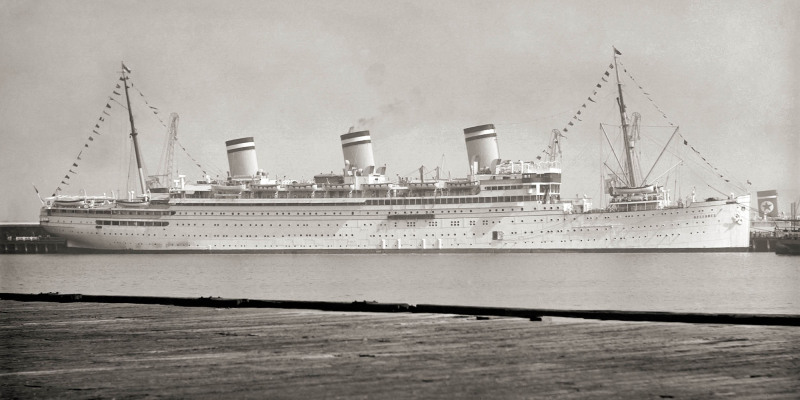
Die Reliance, wieder im Dienst der Hapag

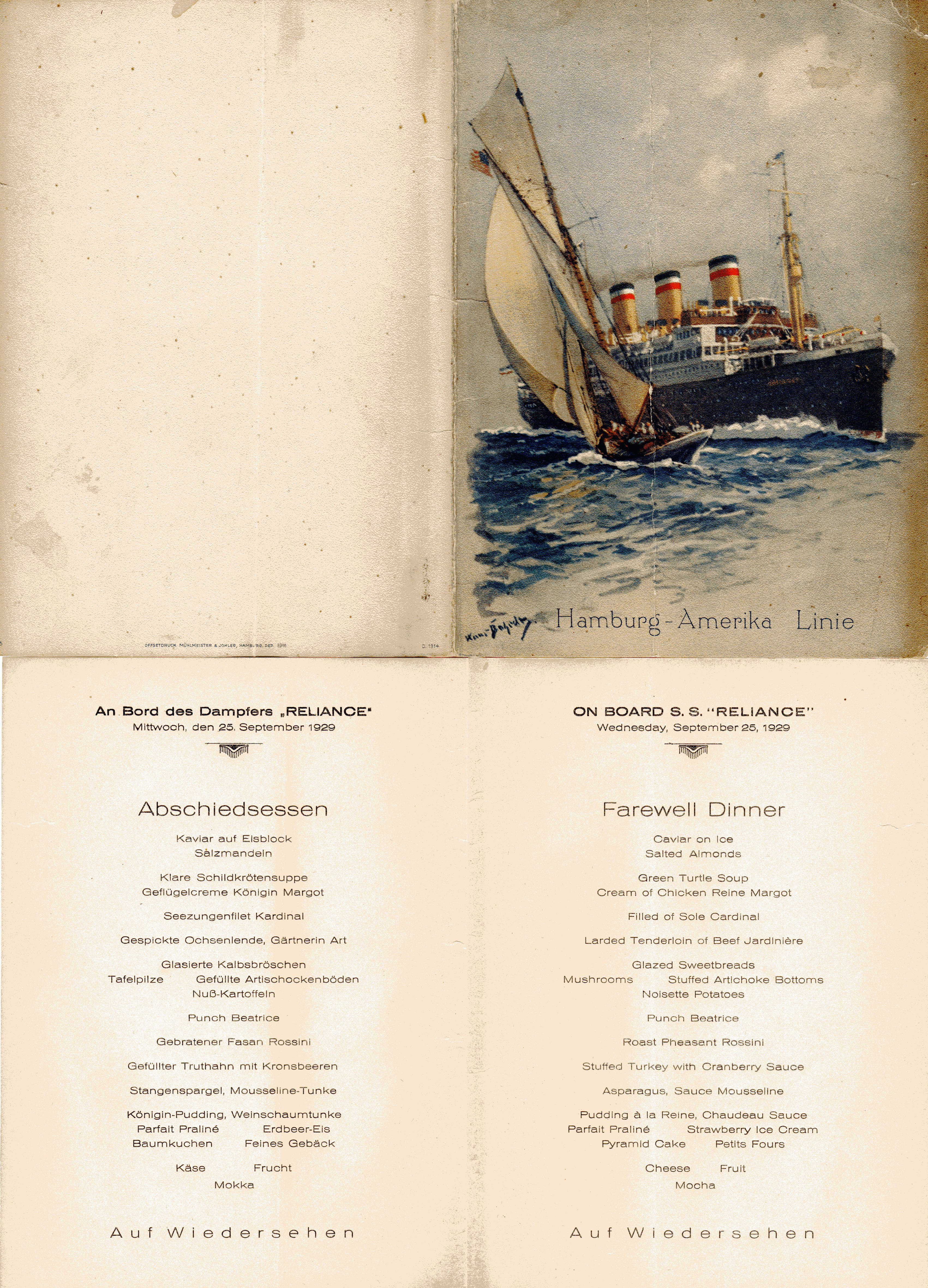
Speisekarte des Abschiedsessen an Bord des Dampfers RELIANCE am 25. September 1929

Am 24. August 1926 nahm die Reliance unter dem beim amerikanischen Publikum eingeführten Namen für die Hapag unter dem Kommando von Kommodore Thomas Kier, welcher Anfang 1927 verstarb, den Dienst auf der Strecke Hamburg – Southampton – Cherbourg – New York wieder auf. Allerdings wurde der New York-Dienst nun vorrangig von den Neubauten der Albert Ballin-Klasse abgewickelt, von denen alle vier Schiffe zum Beginn der Saison 1927 einsatzbereit waren. Die Hapag versuchte, mit der Reliance und ihrer Schwester an die Erfolge im Kreuzfahrtgeschäft vor dem Weltkrieg anzuknüpfen, wobei diese Fahrten noch Vergnügungsreisen genannt wurden.  Die Reliance eröffnete das neue Kreuzfahrtprogramm der Hapag am 18. Dezember 1926 mit der ersten von fünf Westindien-Kreuzfahrten ab New York, die sie bis zum März 1927 abwickelte. Im Juli 1927 folgte dann die erste 23-tägige Nordland-Kreuzfahrt ab Hamburg bis Spitzbergen. Das Schwesterschiff Resolute führte von Januar bis Mai 1927 die erste Hapag-Weltreise nach dem Krieg und danach auch eine Nordland-Fahrt durch. Ähnliche Programme folgen in den Jahren 1928 bis 1932, wobei ab 1928 auch noch Mittelmeerreisen durchgeführt wurden. Als reines Kreuzfahrtschiff  wurde von der Hapag noch die Oceana angekauft und fast alle Linienpassagierschiffe der Reederei führten auch mal eine Kreuzfahrt durch. Die Reliance wurde im Mai 1930 und im Juni 1931 überholt und ihre Passagiereinrichtung angepasst. 1930 wurde die II. Klasse in Touristenklasse umbenannt und 1931 die III. Klasse abgeschafft. Trotz der Weltwirtschaftskrise gab es anfangs keinen Einbruch beim Verkauf der Luxusreisen.
Veränderungen im Kreuzfahrtgeschäft folgten nach 1933 und der Machtübernahme des Nationalsozialismus in Deutschland.  Die zunehmenden Konflikte des Deutschen Reiches mit anderen Nationen reduzierten die Zahl ausländischer Fahrgäste und die Möglichkeiten internationaler Reisen und Reiseprogramme. Die geringere Auslastung der Linienschiffe führte zu Überkapazitäten. Die Hapag verkaufte daher das Schwesterschiff Resolute 1935 nach Italien und setzte die Reliance als reines Kreuzfahrtschiff für 500 Passagiere ein. Im August 1935 führte sie ihre letzte Linienreise zwischen Hamburg und New York durch und 1936 machte sie unter dem Kommando von Kommodore Fritz Kruse ihre erste Weltreise.
1937 erfolgte eine erneute Modernisierung der Reliance bei Blohm & Voss. Sie wurde wieder für zwei Klassen hergerichtet und sollte künftig bis zu 633 Fahrgäste in der Ersten Klasse und 186 in der zweiten Klasse beherbergen können. Auch das Aussehen des seit 1934 weiß gestrichenen Schiffes änderte sich durch neue, breitere Schornsteine. Mit diesem veränderten Aussehen führte das Schiff ab dem 9. Januar 1938 eine 136-tägige Weltreise durch, auf der 36 Häfen angelaufen wurden. Diese war die letzte große Reise des Schiffes.

## Das Ende derReliance
Am 7. August 1938 sollte die Reliance zu einer erneuten Nordlandfahrt aus Hamburg auslaufen. Am frühen Morgen brach um 5.15 Uhr auf dem Kreuzfahrtschiff ein Feuer aus, bevor die ersten Passagiere eintrafen. Das Feuer konnte nicht unter Kontrolle gebracht werden, und schließlich sank die Reliance durch die Menge des Löschwassers im Rumpf. Ein Mann kam bei dem Brand ums Leben. Eine anfangs erwogene Instandsetzung des Schiffes wurde 1940 endgültig aufgegeben und das Schiff dann in Bremerhaven verschrottet.
Die Ursache des Brandes ist ungeklärt.